# Sirenenklänge
Sirenenklänge, auch Die Sirene (russisch Сирена, Sirena), ist eine Erzählung des russischen Schriftstellers Anton Tschechow, die am 24. August 1887 in der Peterburgskaja gaseta erschien. Zu Lebzeiten des Autors wurde der Text ins Deutsche, Polnische, Schwedische und Serbokroatische übertragen.

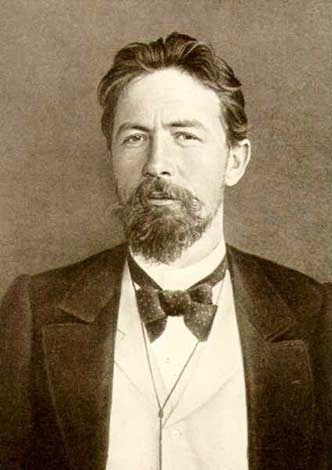
Anton Tschechow

## Titel
Der Text fußt auf Erfahrungen, die der Autor im Umfeld der Distriktsversammlung Sirena der Friedensrichter in Swenigorod gemacht hatte.

## Handlung
Pjotr Nikolaitsch, Vorsitzender im Plenum, will nach der Plenartagung – die meisten Friedensrichter sind bereits gegangen – seine von der Allgemeinheit abweichende Meinung zum Sitzungsgegenstand schriftlich fixieren. Nachdem er sechs Blätter Schreibpapier verdorben hat, gibt er auf. Die Kollegen – der Bezirksfriedensrichter Milkin, der zweite Ehrenrichter Grigori Sawwitsch, der stellvertretende Staatsanwalt Stepan Franzytsch und der Sekretär Iwan Gurjitsch Shilin – hatten ihn mit unaufhörlichem Gerede über gutes Essen und Trinken beim Schreiben dauernd aus dem Konzept gebracht.

## Verfilmungen
- 1969, Sowjetunion, Mosfilm: Der Kronzeuge.[2] 70 min-Spielfilm von Aida Manassarowa[3].
- 1998, Russland, VID-TV[4] und Tschechow-Kunsttheater Moskau: Tschechow und Company[5], Staffel 10 (russisch) von Sinowi Roisman[6], Dmitri Brusnikin[7] und Alexander Feklistow mit Wladimir Kaschpur[8] als Vorsitzender Pjotr Nikolaitsch und Wjatscheslaw Newinny als Bezirksfriedensrichter Milkin.

## Deutschsprachige Ausgaben

### Verwendete Ausgabe
- Sirenenklänge. S. 504–511 in Gerhard Dick (Hrsg.) und Wolf Düwel (Hrsg.): Anton Tschechow: Das schwedische Zündholz. Kurzgeschichten und frühe Erzählungen. Deutsch von Georg Schwarz. 668 Seiten. Rütten & Loening, Berlin 1965 (1. Aufl.)